# ائتلاف فراگیر اصلاح‌طلبان: گام دوم
ائتلاف فراگیر اصلاح طلبان: گام دوم به نام لیست امید ائتلافی وابسته به اصلاح‌طلبان ایران است که برای انتخابات دهمین دورهٔ مجلس شورای اسلامی (۱۳۹۵–۱۳۹۴) و انتخابات پنجمین دورهٔ مجلس خبرگان رهبری (۱۳۹۴) فهرست انتخاباتی ارائه کردند. این لیست توسط شورای عالی سیاستگذاری اصلاح‌طلبان ارائه شد. محمدرضا عارف رمز پیروزی لیست امید را یکپارچگی و وحدت بین قوای اصلاح طلب و حامیان دولت در این دور از انتخابات عنوان کرد. لیست امید در دور اول و دوم انتخابات مجلس دهم با کسب ۱۲۴ کرسی غیرمشترک با لیست اصولگرایان اکثریت نسبی دهمین دوره مجلس شورای اسلامی را به دست‌آورد.
حمایت و پیام ویدیویی سید محمد خاتمی از «لیست امید» با نقل قول «رأی دادن به هر دو فهرست، به تمامی افراد هر دو فهرست، تَکرار می‌کنم به تمامی افراد هر دو فهرست» در شبکه‌های اجتماعی خبرساز شد و کارزار تکرار می‌کنم را بین توده طرفدار اصلاح‌طلبان به راه انداخت.
حضور نام چند نفر در این فهرست‌ها بحث‌ها و اعتراض‌هایی را در پی داشت. مهم‌ترین آن، قربانعلی دری نجف‌آبادی، وزیر پیشین اطلاعات و محمد ری‌شهری، حاکم شرع پیشین دادگاه‌های انقلاب، اولین وزیر اطلاعات جمهوری اسلامی و دادستان ویژه روحانیت پیشین در لیست خبرگان بود. این دو چهره ابتدا در لیستی به نام «خبرگان مردم» منتسب به اکبر هاشمی رفسنجانی، رئیس وقت مجمع تشخیص مصلحت نظام برای مجلس خبرگان رهبری مطرح شدند و سپس سید محمد خاتمی، رئیس‌جمهور پیشین ایران، این لیست را به همراه لیست اصلاح‌طلبان برای مجلس شورای اسلامی، لیست امید نامید.

## رهبران
محمدرضا عارف در مجلس شورای اسلامی و اکبر هاشمی رفسنجانی و حسن روحانی مشترک به عنوان رهبر ائتلاف در مجلس خبرگان رهبری بودند. لیست امید با حمایت و تأیید محمد خاتمی همراه بود.
فهرست نامزدهای پیشنهادی برای مجلس خبرگان ابتدا در لیستی به نام «خبرگان مردم» منتسب به اکبر هاشمی رفسنجانی، رئیس وقت مجمع تشخیص مصلحت نظام برای مجلس خبرگان رهبری مطرح شدند و سپس سید محمد خاتمی، رئیس‌جمهور پیشین ایران، این لیست را به همراه لیست اصلاح‌طلبان برای مجلس شورای اسلامی، لیست امید نامید.

## گروه‌های متحد
- شورای هماهنگی جبهه اصلاحات
- بنیاد امید ایرانیان

- - مجمع مدرسین و محققین حوزه علمیه قم
  - مجمع روحانیون مبارز
  - مجمع نیروهای خط امام
  - مجمع نمایندگان ادوار مجلس شورای اسلامی
  - حزب کارگزاران سازندگی
  - جمعیت زنان مسلمان نو اندیش
  - انجمن اسلامی معلمان ایران
  - انجمن اسلامی مدرسین دانشگاه‌ها
  - مجمع اسلامی بانوان
  - جبهه مشارکت ایران اسلامی
  - حزب همبستگی ایران اسلامی
  - جماعت دعوت و اصلاح
  - حزب اسلامی کار
  - انجمن اسلامی جامعه پزشکی ایران
  - سازمان مجاهدین انقلاب اسلامی ایران
  - دفتر تحکیم وحدت
  - انجمن روزنامه نگاران زن ایران
  - خانه کارگر
  - حزب مردم‌سالاری
  - حزب اراده ملت ایران
  - حزب جوانان ایران اسلامی
  - انجمن نخبگان ایران
  - انجمن محققان اقتصاد اسلامی
  - انجمن اسلامی مهندسین
  - مجمع فرهنگیان ایران اسلامی
  - سازمان دانش‌آموختگان ایران اسلامی
  - حزب اعتدال و توسعه
  - حزب اعتماد ملی
  - حزب اتحاد ملت ایران اسلامی
  - حزب ندای ایرانیان
  - سازمان عدالت و آزادی ایران اسلامی

### حامیان غیر عضو
- نهضت آزادی ایران[۱۳]
- ملی مذهبی[۱۴]

## تأیید کنندگان و حامیان
ضمن احترام به همه نامزدهای حاضر در عرصه انتخابات و به همه جریانات فعال در انتخابات عرض می‌کنم که آنان که به صلاح و پیشرفت کشور، به اصلاح امور و به رفع تهدیدها و تنگناها می‌اندیشند بکوشند تا با رأی دادن به هر دو فهرست، «به تمامی افراد هر دو فهرست»، تکرار می‌کنم «به تمامی افراد هر دو فهرست» گامی در جهت سربلندی کشور، تقویت امنیت و ثبات کشور و بهبود و اصلاح امور بردارند. همه با هم پیش به سوی صندوق‌های رأی و از آنجا به‌سوی فردایی که در آن ایران، آبادتر، آزادتر و به خواست‌ها و آرمانهای ملت نزدیک‌تر است.— سید محمد خاتمی، در یک پیام ویدئویی

### رؤسای دولت ایران
- میرحسین موسوی[۱۶]
- اکبر هاشمی رفسنجانی[۱۷]
- سید محمد خاتمی[۱۸]
- حسن روحانی (ضمنی)[۱۹]

### رئیس مجلس شورای اسلامی
- علی اکبر هاشمی رفسنجانی
- مهدی کروبی[۱۹]
- علی لاریجانی (بخشی از اتحاد)

### چهره‌های سیاسی
- سعید حجاریان سیاستمدار اصلاح‌طلب[۲۰]
- الهه کولایی سیاستمدار اصلاح‌طلب[۲۰]
- غلامحسین کرباسچی سیاستمدار[۲۰]
- مصطفی معین
- صادق زیباکلام
- بهزاد نبوی
- مصطفی تاج‌زاده
- ابراهیم یزدی[۲۱]

- عبدالله نوری وزیر کشور پیشین در دوره اصلاحات، برخلاف سایر دعوت کنندگان، در بیانیه دعوت به انتخابات از بزرگنمایی دربارهٔ افق‌های روشن آینده پرهیز کرد و بیشتر خطر رای ندادن را به مخاطبانش گوشزد کرده و در بهترین شرایط تنها از «گشایش نسبی» در مشکلات کشور سخن گفت و این گشایش نسبی را حاصل رای دادن مردم در هفتم اسفند دانست.[۲۰]

### کارگردان‌ها و بازیگران
- کیومرث پوراحمد[۲۲]
- اصغر فرهادی[۲۲]
- فاطمه معتمدآریا[۲۲]
- هدیه تهرانی[۲۲]
- ترانه علیدوستی[۲۲]
- رضا کیانیان[۲۲]
- شهاب حسینی[۲۲]
- نیکی کریمی[۲۲]
- مهناز افشار[۲۲]
- رخشان بنی‌اعتماد[۲۲]
- لیلی رشیدی[۲۲]
- امیر جعفری[۲۲]
- حمید فرخ‌نژاد[۲۲]
- بهرام رادان[۲۲]
- پیمان قاسم‌خانی[۲۲]
- ریما رامین فر
- مهدی فقیه

## انتخابات دهمین دوره مجلس شورای اسلامی

### راه‌یافتگان
در نهایت، با اعلام نتایج دور اول و دوم انتخابات مجلس افراد ذیل که در لیست ائتلاف فراگیر اصلاح طلبان و حامیان دولت حضور داشتند، از حوزه‌های انتخابیه مذکور به مجلس راه یافتند:
| ردیف | رتبه | نام                        | حوزهٔ انتخاباتی                        | تشکل سیاسی                 | سابقهٔ نمایندگی | آراء (دور ۱) | نتیجه     | آراء (دور ۲) | نتیجه      |
| ---- | ---- | -------------------------- | ------------------------------------- | -------------------------- | -------------- | ------------ | --------- | ------------ | ---------- |
| ۱    | ۱    | مسعود پزشکیان              | تبریز، اسکو و آذرشهر                  |                            | آری            | ۲۶۱٬۶۰۵      | برنده     |              |            |
| ۲    | ۳    | زهرا ساعی                  | تبریز، اسکو و آذرشهر                  | اعتدال و توسعه             | نه             | ۱۱۴٬۳۸۴      | دور دوم   | ۱۳۴٬۱۳۱      | برنده      |
| ۳    | ۵    | شهاب‌الدین بی‌مقدار          | تبریز، اسکو و آذرشهر                  |                            | آری            | ۹۶٬۲۳۱       | دور دوم   | ۱۱۲٬۳۴۵      | برنده      |
| ۴    | ۱    | بیت‌الله عبداللهی           | اهر و هریس                            |                            | نه             | ۱۷٬۰۷۲       | دور دوم   | ۳۲٬۵۸۵       | ابطال آراء |
| ۵    | ۱    | معصومه آقاپور علی‌شاهی      | شبستر                                 |                            | نه             | ۱۲٬۳۱۴       | دور دوم   | ۲۴٬۹۵۲       | برنده      |
| ۶    | ۱    | عبدالکریم حسین‌زاده         | نقده و اشنویه                         |                            | آری            | ۶۱٬۹۷۲       | برنده     |              |            |
| ۷    | ۱    | محمدقسیم عثمانی            | بوکان                                 |                            | آری            | ۴۷٬۱۶۲       | برنده     |              |            |
| ۸    | ۱    | عین‌الله شریف‌پور            | ماکو و چالدران و پلدشت و شوط          |                            | نه             | ۲۷٬۸۳۰       | برنده     |              |            |
| ۹    | ۲    | سید هادی بهادری            | ارومیه                                |                            | نه             | ۱۰۲٬۹۸۴      | دور دوم   | ۲۲۰٬۱۹۷      | برنده      |
| ۱۰   | ۱    | شهروز برزگر کلشانی         | سلماس                                 |                            | نه             | ۱۶٬۴۶۳       | دور دوم   | ۳۹٬۸۰۹       | برنده      |
| ۱۱   | ۱    | همایون هاشمی               | میاندوآب و شاهین‌دژ و تکاب             |                            | نه             | ۵۱٬۴۸۸       | دور دوم   | ۶۱٬۵۵۵       | برنده      |
| ۱۲   | ۲    | رضا کریمی                  | اردبیل و نمین و نیر                   |                            | نه             | ۸۶٬۸۳۹       | برنده     |              |            |
| ۱۳   | ۱    | میر حمایت میرزاده          | گرمی                                  |                            | نه             | ۲۱٬۳۹۹       | برنده     |              |            |
| ۱۴   | ۳    | محمد فیضی زنگیر            | اردبیل و نمین و نیر                   |                            | نه             | ۶۲٬۴۵۷       | دور دوم   | ۷۶٬۱۴۵       | برنده      |
| ۱۵   | ۱    | شکور پورحسین شقلان         | پارس‌آباد و بیله‌سوار                   |                            | نه             | ۱۷٬۴۷۵       | دور دوم   | ۵۲٬۷۳۱       | برنده      |
| ۱۶   | ۲    | ناهید تاج الدین            | اصفهان                                |                            | نه             | ۱۹۵٬۰۶۶      | برنده     |              |            |
| ۱۷   | ۳    | مینو خالقی                 | اصفهان                                |                            | نه             | ۱۹۳٬۳۹۹      | ابطال آرا |              |            |
| ۱۸   | ۴    | حیدر علی عابدی             | اصفهان                                |                            | نه             | ۱۷۹٬۲۳۰      | برنده     |              |            |
| ۱۹   | ۱    | علی بختیار                 | گلپایگان                              |                            | نه             | ۱۴٬۳۷۱       | برنده     |              |            |
| ۲۰   | ۱    | اصغر سلیمی                 | سمیرم                                 |                            | نه             | ۷٬۸۳۲        | دور دوم   | ۱۶٬۳۵۷       | برنده      |
| ۲۱   | ۱    | سمیه محمودی                | شهرضا و سمیرم سفلا                    |                            | نه             | ۱۲٬۳۲۴       | دور دوم   | ۲۸٬۹۰۵       | برنده      |
| ۲۲   | ۱    | جلال میرزایی               | ایلام، ایوان، چرداول، مهران و …       |                            | نه             | ۳۶٬۴۷۰       | دور دوم   | ۶۲٬۲۳۱       | برنده      |
| ۲۳   | ۱    | عبدالحمید خدری             | بوشهر، گناوه و دیلم                   | حزب اعتدال و توسعه         | نه             | ۴۱٬۹۲۲       | برنده     |              |            |
| ۲۴   | ۱    | محمدباقر سعادت             | دشتستان                               | کارگزاران سازندگی          | نه             | ۳۶۹۱۶        | برنده     |              |            |
| ۲۵   | ۱    | محمدرضا عارف               | تهران، ری، شمیرانات، اسلامشهر و پردیس | بنیاد امید ایرانیان        | نه             | ۱٬۶۰۸٬۹۲۶    | برنده     |              |            |
| ۲۶   | ۲    | علی مطهری                  | تهران، ری، شمیرانات، اسلامشهر و پردیس | صدای ملت                   | آری            | ۱٬۴۴۷٬۷۱۳    | برنده     |              |            |
| ۲۷   | ۳    | سهیلا جلودارزاده           | تهران، ری، شمیرانات، اسلامشهر و پردیس | خانه کارگر حزب اسلامی کار  | آری            | ۱٬۳۳۳٬۳۲۷    | برنده     |              |            |
| ۲۸   | ۴    | علیرضا محجوب               | تهران، ری، شمیرانات، اسلامشهر و پردیس | خانه کارگر حزب اسلامی کار  | آری            | ۱٬۳۱۱٬۳۷۵    | برنده     |              |            |
| ۲۹   | ۵    | الیاس حضرتی                | تهران، ری، شمیرانات، اسلامشهر و پردیس | اعتماد ملی                 | آری            | ۱٬۲۹۶٬۵۸۰    | برنده     |              |            |
| ۳۰   | ۶    | کاظم جلالی                 | تهران، ری، شمیرانات، اسلامشهر و پردیس | رهروان ولایت (حامیان دولت) | آری            | ۱٬۲۹۲٬۶۸۶    | برنده     |              |            |
| ۳۱   | ۷    | فریده اولادقباد            | تهران، ری، شمیرانات، اسلامشهر و پردیس |                            | نه             | ۱٬۲۶۲٬۱۱۲    | برنده     |              |            |
| ۳۲   | ۸    | محمدرضا بادامچی            | تهران، ری، شمیرانات، اسلامشهر و پردیس | حزب اسلامی کار             | نه             | ۱٬۲۶۱٬۲۵۲    | برنده     |              |            |
| ۳۳   | ۹    | مصطفی کواکبیان             | تهران، ری، شمیرانات، اسلامشهر و پردیس | مردمسالاری                 | آری            | ۱٬۲۶۰٬۱۷۴    | برنده     |              |            |
| ۳۴   | ۱۰   | سیده فاطمه حسینی           | تهران، ری، شمیرانات، اسلامشهر و پردیس | اتحاد ملت                  | نه             | ۱٬۲۱۸٬۷۲۷    | برنده     |              |            |
| ۳۵   | ۱۱   | ابوالفضل سروش              | تهران، ری، شمیرانات، اسلامشهر و پردیس | انجمن اسلامی پزشکان ایران  | نه             | ۱٬۲۰۰٬۰۱۸    | برنده     |              |            |
| ۳۶   | ۱۲   | پروانه سلحشوری             | تهران، ری، شمیرانات، اسلامشهر و پردیس |                            | نه             | ۱٬۱۹۸٬۷۶۰    | برنده     |              |            |
| ۳۷   | ۱۳   | غلامرضا حیدری              | تهران، ری، شمیرانات، اسلامشهر و پردیس | ندای ایرانیان              | آری            | ۱٬۱۸۰٬۰۹۵    | برنده     |              |            |
| ۳۸   | ۱۴   | فاطمه سعیدی                | تهران، ری، شمیرانات، اسلامشهر و پردیس | کارگزاران سازندگی          | نه             | ۱٬۱۷۶٬۹۰۵    | برنده     |              |            |
| ۳۹   | ۱۵   | مهدی شیخ                   | تهران، ری، شمیرانات، اسلامشهر و پردیس | ندای ایرانیان              | نه             | ۱٬۱۷۴٬۴۱۰    | برنده     |              |            |
| ۴۰   | ۱۶   | علی نوبخت حقیقی            | تهران، ری، شمیرانات، اسلامشهر و پردیس |                            | نه             | ۱٬۱۷۳٬۰۳۶    | برنده     |              |            |
| ۴۱   | ۱۷   | محمود صادقی                | تهران، ری، شمیرانات، اسلامشهر و پردیس | انجمن اسلامی مدرسین        | نه             | ۱٬۱۶۴٬۳۶۸    | برنده     |              |            |
| ۴۲   | ۱۸   | محمدعلی وکیلی              | تهران، ری، شمیرانات، اسلامشهر و پردیس |                            | نه             | ۱٬۱۶۳٬۰۵۲    | برنده     |              |            |
| ۴۳   | ۱۹   | پروانه مافی                | تهران، ری، شمیرانات، اسلامشهر و پردیس | کارگزاران سازندگی          | نه             | ۱٬۱۶۲٬۱۹۵    | برنده     |              |            |
| ۴۴   | ۲۰   | بهروز نعمتی                | تهران، ری، شمیرانات، اسلامشهر و پردیس | رهروان ولایت (حامیان دولت) | آری            | ۱٬۱۵۸٬۰۳۶    | برنده     |              |            |
| ۴۵   | ۲۱   | سیده فاطمه ذوالقدر         | تهران، ری، شمیرانات، اسلامشهر و پردیس | حزب اسلامی کار             | نه             | ۱٬۱۵۵٬۲۸۴    | برنده     |              |            |
| ۴۶   | ۲۲   | محمدجواد فتحی              | تهران، ری، شمیرانات، اسلامشهر و پردیس |                            | نه             | ۱٬۱۳۹٬۷۱۰    | برنده     |              |            |
| ۴۷   | ۲۳   | طیبه سیاوشی شاه عنایتی     | تهران، ری، شمیرانات، اسلامشهر و پردیس |                            | نه             | ۱٬۱۲۸٬۳۷۰    | برنده     |              |            |
| ۴۸   | ۲۴   | سید فرید موسوی             | تهران، ری، شمیرانات، اسلامشهر و پردیس | اتحاد ملت                  | نه             | ۱٬۱۲۵٬۹۹۲    | برنده     |              |            |
| ۴۹   | ۲۵   | احمد مازنی                 | تهران، ری، شمیرانات، اسلامشهر و پردیس | اعتماد ملی                 | نه             | ۱٬۱۲۵٬۶۰۸    | برنده     |              |            |
| ۵۰   | ۲۶   | محسن علیجانی زمانی         | تهران، ری، شمیرانات، اسلامشهر و پردیس | مجمع روحانیون مبارز        | نه             | ۱٬۱۲۲٬۲۵۶    | برنده     |              |            |
| ۵۱   | ۲۷   | داوود محمدی                | تهران، ری، شمیرانات، اسلامشهر و پردیس | انجمن اسلامی معلمان ایران  | نه             | ۱٬۱۲۱٬۰۴۲    | برنده     |              |            |
| ۵۲   | ۲۸   | محمدرضا نجفی               | تهران، ری، شمیرانات، اسلامشهر و پردیس | انجمن اسلامی معلمان ایران  | نه             | ۱٬۱۱۸٬۱۱۹    | برنده     |              |            |
| ۵۳   | ۲۹   | علیرضا رحیمی               | تهران، ری، شمیرانات، اسلامشهر و پردیس | بنیاد باران                | نه             | ۱٬۱۱۴٬۸۳۹    | برنده     |              |            |
| ۵۴   | ۳۰   | عبدالرضا هاشم زائی         | تهران، ری، شمیرانات، اسلامشهر و پردیس | کارگزاران سازندگی          | آری            | ۱٬۰۷۸٬۸۱۷    | برنده     |              |            |
| ۵۵   | ۱    | محمد قمی                   | پاکدشت                                |                            | آری            | ۴۶٬۳۹۸       | برنده     |              |            |
| ۵۶   | ۱    | قاسم میرزایی نیکو          | دماوند و فیروزکوه                     |                            | نه             | ۱۰٬۲۵۹       | دور دوم   | ۲۰٬۶۵۹       | برنده      |
| ۵۷   | ۱    | محمد محمودی شاه‌نشین        | شهریار                                |                            | نه             | ۶۷٬۹۶۶       | دور دوم   | ۸۱٬۸۲۶       | برنده      |
| ۵۸   | ۱    | اردشیر نوریان              | شهرکرد، بن و سامان                    |                            | نه             | ۴۲٬۱۵۲       | برنده     |              |            |
| ۵۹   | ۱    | علی کاظمی باباحیدری        | اردل، فارسان، کوهرنگ، کیار            |                            | نه             | ۲۱٬۹۵۶       | دور دوم   | ۵۱٬۵۸۸       | برنده      |
| ۶۰   | ۱    | عبدالله حاتمیان            | درگز                                  |                            | نه             | ۱۱٬۹۲۰       | برنده     |              |            |
| ۶۱   | ۲    | رمضانعلی سبحانی‌فر          | سبزوار و جغتای                        |                            | آری            | ۷۵٬۳۰۸       | برنده     |              |            |
| ۶۲   | ۱    | بهروز بنیادی               | کاشمر                                 |                            | نه             | ۴۸٬۶۶۰       | برنده     |              |            |
| ۶۳   | ۱    | حمید گرمابی                | نیشابور                               |                            | نه             | ۷۵٬۶۸۶       | برنده     |              |            |
| ۶۴   | ۱    | سعید باستانی               | زاوه، تربت حیدریه                     |                            | نه             | ۳۹٬۵۷۱       | دور دوم   | ۶۶٬۷۳۷       | برنده      |
| ۶۵   | ۱    | علی اکبری                  | بجنورد، مانه وسملقان و …              |                            | نه             | ۱۰۳٬۰۴۶      | برنده     |              |            |
| ۶۶   | ۲    | علی قربانی                 | بجنورد، مانه وسملقان و …              |                            | نه             | ۹۹٬۲۰۴       | برنده     |              |            |
| ۶۷   | ۱    | جواد کاظم نسب (الباجی)     | اهواز، باوی، حمیدیه و کارون           |                            | نه             | ۸۸٬۷۷۷       | دور دوم   | ۱۲۵٬۱۹۸      | برنده      |
| ۶۸   | ۲    | علی ساری                   | اهواز، باوی، حمیدیه و کارون           |                            | نه             | ۶۶٬۹۵۴       | دور دوم   | ۱۱۳٬۳۵۱      | برنده      |
| ۶۹   | ۳    | همایون یوسفی               | اهواز، باوی، حمیدیه و کارون           |                            | نه             | ۱۰۷٬۸۷۲      | دور دوم   | ۱۱۲٬۸۸۸      | برنده      |
| ۷۰   | ۱    | علی گلمرادی                | ماهشهر، امیدیه و هندیجان              |                            | نه             | ۲۸٬۶۸۷       | دور دوم   | ۶۰٬۱۳۳       | برنده      |
| ۷۱   | ۱    | علی‌عسگر ظاهری عبده‌وند      | مسجد سلیمان، اندیکا، لالی و هفتکل     |                            | نه             | ۲۵٬۶۴۶       | دور دوم   | ۴۵٬۵۲۲       | برنده      |
| ۷۲   | ۱    | احمد بیگدلی                | خدابنده                               |                            | نه             | ۱۶٬۳۰۰       | دور دوم   | ۳۹٬۰۸۱       | برنده      |
| ۷۳   | ۱    | احمد همتی                  | سمنان و مهدی شهر                      |                            | نه             | ۳۲٬۷۷۱       | برنده     |              |            |
| ۷۴   | ۱    | علیم یارمحمدی              | زاهدان                                |                            | نه             | ۹۸٬۱۹۱       | برنده     |              |            |
| ۷۵   | ۲    | احمدعلی کیخا               | زابل                                  |                            | آری            | ۶۴٬۹۵۰       | برنده     |              |            |
| ۷۶   | ۱    | بهرام پارسایی              | شیراز                                 | حزب اعتدال و توسعه         | نه             | ۱۹۷٬۴۷۱      | برنده     |              |            |
| ۷۷   | ۲    | فرج‌الله رجبی               | شیراز                                 |                            | نه             | ۱۷۲٬۸۸۳      | برنده     |              |            |
| ۷۸   | ۳    | مسعود رضایی                | شیراز                                 | کارگزاران سازندگی          | نه             | ۱۴۲٬۶۶۷      | برنده     |              |            |
| ۷۹   | ۴    | علی اکبری                  | شیراز                                 |                            | نه             | ۱۳۲٬۴۷۴      | دور دوم   | ۹۸٬۸۲۲       | برنده      |
| ۸۰   | ۱    | کورش کرم‌پور حقیقی          | فیروزآباد و فراشبند و …               |                            | نه             | ۴۸٬۹۷۳       | برنده     |              |            |
| ۸۱   | ۱    | سید محسن علوی              | لامرد و مهر                           |                            | نه             | ۴۰٬۴۱۴       | برنده     |              |            |
| ۸۲   | ۱    | اصغر مسعودی                | نیریز و استهبان                       |                            | نه             | ۱۸٬۳۵۴       | دور دوم   | ۳۴٬۳۸۱       | برنده      |
| ۸۳   | ۱    | رضا انصاری                 | داراب و زرین‌دشت                       | اعتماد ملی                 | نه             | ۲۵٬۰۵۵       | دور دوم   | ۶۲٬۲۹۱       | برنده      |
| ۸۴   | ۱    | مسعود گودرزی               | ممسنی                                 |                            | نه             | ۲۶٬۳۳۱       | دور دوم   | ۵۵٬۹۹۵       | برنده      |
| ۸۵   | ۲    | سیده حمیده زرآبادی         | قزوین، آبیک و البرز                   |                            | نه             | ۱۰۷٬۳۹۱      | برنده     |              |            |
| ۸۶   | ۱    | روح‌الله بابایی صالح        | بوئین زهرا و آوج                      |                            | نه             | ۳۳٬۴۸۶       | برنده     |              |            |
| ۸۷   | ۱    | بهمن طاهرخانی              | تاکستان                               |                            | نه             | ۴۰٬۴۰۶       | برنده     |              |            |
| ۸۸   | ۲    | علی اردشیر لاریجانی        | قم                                    | رهروان ولایت (حامیان دولت) | آری            | ۱۹۱٬۳۲۹      | برنده     |              |            |
| ۸۹   | ۱    | علی برز بختیاری            | بافت، رابر و ارزوئیه                  |                            | نه             | ۲۱٬۵۷۳       | برنده     |              |            |
| ۹۰   | ۱    | حبیب‌الله نیکزاده پناه      | بم، ریگان و فهرج                      |                            | نه             | ۷۲٬۹۸۵       | برنده     |              |            |
| ۹۱   | ۱    | احمد محمدی انارکی          | رفسنجان و انار                        |                            | نه             | ۵۶٬۴۶۴       | برنده     |              |            |
| ۹۲   | ۱    | حسین امیری خامکانی         | زرند و کوهبنان                        |                            | نه             | ۳۵٬۶۹۱       | برنده     |              |            |
| ۹۳   | ۱    | علی اسدی کرم               | شهربابک                               |                            | نه             | ۱۶٬۹۵۶       | برنده     |              |            |
| ۹۴   | ۱    | احمد حمزه                  | کهنوج                                 |                            | نه             | ۷۹٬۲۴۳       | برنده     |              |            |
| ۹۵   | ۱    | حسن سلیمانی                | کنگاور، صحنه، هرسین، بیستون و دینور   |                            | آری            | ۴۸٬۸۹۱       | برنده     |              |            |
| ۹۶   | ۳    | احمد صفری                  | کرمانشاه                              |                            | نه             | ۵۳٬۸۴۳       | دور دوم   | ۷۴٬۳۰۴       | برنده      |
| ۹۷   | ۱    | غلامرضا تاجگردون           | گچساران                               |                            | آری            | ۶۶٬۱۰۳       | برنده     |              |            |
| ۹۸   | ۱    | قرجه طیار                  | گنبدکاووس                             |                            | نه             | ۵۰٬۸۲۲       | برنده     |              |            |
| ۹۹   | ۱    | نبی هزارجریبی              | گرگان و آق‌قلا                         |                            | نه             | ۴۵٬۹۰۴       | دور دوم   | ۷۸٬۰۰۱       | برنده      |
| ۱۰۰  | ۲    | نورمحمد تربتی‌نژاد          | گرگان و آق‌قلا                         |                            | نه             | ۴۷٬۴۶۷       | دور دوم   | ۷۵٬۳۲۳       | برنده      |
| ۱۰۱  | ۱    | رامین نورقلی‌پور            | کردکوی و ترکمن و بندرگز               |                            | نه             | ۳۲٬۵۶۵       | دور دوم   | ۶۹٬۴۸۰       | برنده      |
| ۱۰۲  | ۱    | شهرام کوسه غراوی           | مینودشت و کلاله و مراوه تپه           |                            | نه             | ۴۱٬۲۷۴       | دور دوم   | ۷۴٬۳۲۹       | برنده      |
| ۱۰۳  | ۱    | غلامعلی جعفرزاده ایمن‌آبادی | رشت                                   |                            | آری            | ۹۰٬۹۲۱       | برنده     |              |            |
| ۱۰۴  | ۳    | محمدصادق حسنی جوریابی      | رشت                                   |                            | نه             | ۴۳٬۶۰۲       | دور دوم   | ۵۰٬۴۰۶       | برنده      |
| ۱۰۵  | ۱    | محمدحسین قربانی            | آستانه اشرفیه                         |                            | آری            | ۱۹٬۳۱۱       | برنده     |              |            |
| ۱۰۶  | ۱    | محمدمهدی افتخاری           | فومن و شفت                            |                            | نه             | ۳۳٬۶۴۷       | برنده     |              |            |
| ۱۰۷  | ۱    | مهرداد بائوج لاهوتی        | لنگرود                                |                            | آری            | ۲۸٬۸۴۶       | برنده     |              |            |
| ۱۰۸  | ۲    | منوچهر جمالی سوسفی         | رودبار                                |                            | نه             | ۸٬۲۵۹        | دور دوم   | ۲۸٬۳۷۰       | برنده      |
| ۱۰۹  | ۱    | محمد بیرانوندی             | خرم‌آباد و دوره                        | ندای ایرانیان              | نه             | ۵۲٬۵۴۱       | دور دوم   | ۷۵٬۰۰۸       | برنده      |
| ۱۱۰  | ۱    | علی‌اصغر یوسف‌نژاد           | ساری و میاندرود                       |                            | آری            | ۱۱۶٬۵۴۰      | برنده     |              |            |
| ۱۱۱  | ۲    | محمد دامادی                | ساری و میاندرود                       |                            | آری            | ۶۷٬۱۵۸       | برنده     |              |            |
| ۱۱۲  | ۱    | علی نجفی                   | بابل                                  |                            | نه             | ۶۲٬۷۰۸       | برنده     |              |            |
| ۱۱۳  | ۱    | عبدالله رضیان              | قائمشهر، سوادکوه، جویبار و سیمرغ      |                            | نه             | ۶۲٬۱۹۲       | برنده     |              |            |
| ۱۱۴  | ۱    | شمس‌الله شریعت‌نژاد          | تنکابن، رامسر و عباس‌آباد              |                            | آری            | ۴۶٬۵۲۸       | برنده     |              |            |
| ۱۱۵  | ۱    | قاسم احمدی‌لاشکی            | نوشهر، چالوس و کلاردشت                |                            | آری            | ۳۹٬۹۸۶       | برنده     |              |            |
| ۱۱۶  | ۲    | سید مهدی مقدسی             | اراک، کمیجان و خنداب                  |                            | نه             | ۵۴٬۵۴۶       | دور دوم   | ۸۸٬۰۹۴       | برنده      |
| ۱۱۷  | ۱    | علی ابراهیمی               | شازند                                 |                            | نه             | ۱۱٬۵۸۳       | دور دوم   | ۲۳٬۵۳۶       | برنده      |
| ۱۱۸  | ۱    | محمدرضا منصوری             | ساوه و زرندیه                         |                            | نه             | ۲۲٬۷۶۲       | دور دوم   | ۳۶٬۲۶۴       | برنده      |
| ۱۱۹  | ۱    | مصطفی ذوالقدر              | میناب، رودان، جاسک و سیریک            | ندای ایرانیان              | آری            | ۷۵٬۱۷۵       | برنده     |              |            |
| ۱۲۰  | ۱    | خالد زمزم نژاد             | بندر لنگه، بستک و پارسیان             |                            | آری            | ۲۹٬۷۹۹       | دور دوم   | ۶۰٬۷۵۹       | ابطال آراء |
| ۱۲۱  | ۱    | محمدمهدی مفتح              | تویسرکان                              |                            | آری            | ۳۹٬۶۲۳       | برنده     |              |            |
| ۱۲۲  | ۱    | محمد کاظمی                 | ملایر                                 |                            | آری            | ۴۵٬۲۸۲       | برنده     |              |            |
| ۱۲۳  | ۱    | حسن لطفی                   | رزن                                   |                            | نه             | ۱۵٬۰۱۳       | دور دوم   | ۲۵٬۹۹۷       | برنده      |
| ۱۲۴  | ۱    | سید ابوالفضل موسوی بیوکی   | یزد و صدوق                            |                            | نه             | ۱۲۴٬۴۴۸      | برنده     |              |            |
| ۱۲۵  | ۱    | محمدرضا تابش               | اردکان                                |                            | آری            | ۲۵٬۵۷۱       | برنده     |              |            |
| ۱۲۶  | ۱    | کمال دهقانی فیروزآبادی     | تفت و میبد                            |                            | نه             | ۲۷٬۴۸۰       | برنده     |              |            |
| ۱۲۷  | ۱    | محمدرضا صباغیان بافقی      | مهریز و بافق و ابرکوه و خاتم          |                            | نه             | ۲۷٬۴۸۳       | دور دوم   | ۴۲٬۱۵۹       | برنده      |

### فراکسیون امید
در ۱۸ اردیبهشت ۱۳۹۵، نخستین همایش فراکسیون امید مجلس دهم تشکیل شد. در ساعات اولیه این همایش ۱۵۸ نفر از منتخبان مجلس دهم از جمله هر ۱۸ نماینده منتخب زن راه یافته به مجلس در همایش مذکور حضور یافتند و به نوعی عضویت خود را در این فراکسیون اعلام کردند. در ساعات پایانی همایش نیز محمدرضا تابش، اعلام کرد که ۱۶۷ نفر از منتخبین مجلس دهم در همایش فراکسیون امید حضور یافته‌اند که به جز تعدادی از آن‌ها اکثریت میثاق نامه فراکسیون را امضا کرده‌اند.
با احتساب کف این آمار (۱۴۵ نفر) که در حضور خبرنگاران در همایش فراکسیون امید حضور یافتند، این فراکسیون اکثریت مطلق را در مجلس دهم خواهد داشت و فراکسیون اکثریت خواهد بود.

### اعضای لیست در هیئت رئیسه مجلس دهم
در ۱۱ خرداد ۱۳۹۵ و در انتخابات هیئت رئیسه دائم سال اول مجلس دهم، با وجودی که تعدادی از اعضای لیست امید به فراکسیون ولایت پیوسته بودند، این لیست انتخاباتی با کسب ۷ کرسی از ۱۲ کرسی هیئت رئیسه مجلس دهم به اکثریت کرسیهای هیئت رئیسه در سال اول دست یافت و ریاست و هر دو نایب رییسی به نامزدهای لیست امید رسید:
| ردیف | نام                 | سمت           | حوزهٔ انتخاباتی | گرایش سیاسی       | تشکل سیاسی   | فراکسیون       | لیست انتخاباتی | سابقهٔ نمایندگی | نتیجه شمارش آرا |
| ---- | ------------------- | ------------- | -------------- | ----------------- | ------------ | -------------- | -------------- | -------------- | --------------- |
| ۱    | علی اردشیر لاریجانی | رئیس          | قم             | مستقل (اعتدالگرا) | رهروان ولایت | فراکسیون ولایت | لیست امید      | آری            | ۲۳۷             |
| ۲    | مسعود پزشکیان       | نایب رئیس اول | تبریز          | اصلاح طلب         |              | فراکسیون امید  | لیست امید      | آری            | ۱۵۴             |
| ۳    | علی مطهری           | نایب رئیس دوم | تهران          | مستقل             |              | فراکسیون امید  | لیست امید      | آری            | ۱۳۳             |
| ۴    | علی‌اصغر یوسف‌نژاد    | دبیر          | ساری           | اصلاح طلب         |              | فراکسیون امید  | لیست امید      | آری            | ۱۳۵             |
| ۴    | غلامرضا کاتب        | دبیر          | گرمسار         | صدای ملت          |              | فراکسیون امید  | لیست امید      | آری            | ۱۴۶             |
| ۵    | محمدعلی وکیلی       | دبیر          | تهران          | اصلاح طلب         |              | فراکسیون امید  | لیست امید      | نه             | ۱۲۴             |
| ۶    | بهروز نعمتی         | ناظر          | تهران          | اعتدالگرا         | رهروان ولایت | فراکسیون امید  | لیست امید      | آری            | ۱۵۴             |
| ۷    | محمدقسیم عثمانی     | ناظر          | بوکان          | اصلاح طلب         |              | فراکسیون امید  | لیست امید      | آری            | ۱۳۸             |

#### سال دوم
در ۱۰ خرداد ۱۳۹۶ انتخابات هیئت رئیسه دائم برای سال دوم برگزار شد. پس از اعلام نتایج هیئت رئیسه موقت، علی لاریجانی با کسب ۲۰۴ رای از مجموع ۲۶۸ رای ماخوذه رئیس مجلس ماند. مسعود پزشکیان و علی مطهری نیز از فراکسیون و لیست امید اصلاح طلبان به ترتیب با ۱۷۹ و ۱۶۳ رای از مجموع ۲۵۳ رای به عنوان نایب رئیس اول و دوم دست پیدا کردند. اعضای لیست امید در هیئت رئیسه سال دوم مجلس از این قرارند:
| ردیف | نام                 | سمت           | حوزهٔ انتخاباتی | گرایش سیاسی       | تشکل سیاسی   | فراکسیون       | لیست انتخاباتی | سابقهٔ نمایندگی | نتیجه شمارش آرا |
| ---- | ------------------- | ------------- | -------------- | ----------------- | ------------ | -------------- | -------------- | -------------- | --------------- |
| ۱    | علی اردشیر لاریجانی | رئیس          | قم             | مستقل (اعتدالگرا) | رهروان ولایت | فراکسیون ولایت | لیست امید      | آری            | ۲۰۴             |
| ۲    | مسعود پزشکیان       | نایب رئیس اول | تبریز          | اصلاح طلب         |              | فراکسیون امید  | لیست امید      | آری            | ۱۷۹             |
| ۳    | علی مطهری           | نایب رئیس دوم | تهران          | مستقل             |              | فراکسیون امید  | لیست امید      | آری            | ۱۶۳             |
| ۴    | محمدعلی وکیلی       | دبیر          | تهران          | اصلاح طلب         |              | فراکسیون امید  | لیست امید      | نه             | ۱۷۱             |
| ۵    | بهروز نعمتی         | ناظر          | تهران          | اعتدالگرا         | رهروان ولایت | فراکسیون ولایت | لیست امید      | آری            | ۱۲۹             |

## انتخابات پنجمین دوره مجلس خبرگان رهبری

### راه یافتگان
در نهایت، با اعلام نتایج دور اول انتخابات مجلس خبرگان افراد ذیل که در لیست خبرگان مردم و زیر مجموعه لیست امید حضور داشتند، از حوزه‌های انتخابیه مذکور به مجلس راه یافتند. تعداد زیادی از اعضای این لیست با لیست جامعتین مشترک بودند:

#### غیر مشترک
اسامی راه یافتگان لیست امید که با لیست جامعتین غیرمشترک بود، از این قرار است:
| ردیف | رتبه | نام                     | حوزهٔ انتخاباتی       | تشکل سیاسی | سابقهٔ نمایندگی | جامعه روحانیت مبارز | جامعه مدرسین | خبرگان مردم | یاران اعتدال | نتیجه شمارش آرا | راهیابی |
| ---- | ---- | ----------------------- | -------------------- | ---------- | -------------- | ------------------- | ------------ | ----------- | ------------ | --------------- | ------- |
| ۱    | ۴    | هاشم هاشم‌زاده هریسی     | استان آذربایجان شرقی |            | آری            |                     |              | √           | √            | ۴۷۶٬۸۸۸         | برنده   |
| ۲    | ۲    | فخرالدین موسوی ننه‌کرانی | استان اردبیل         |            | نه             |                     |              | √           | √            | ۲۵۷٬۴۶۲         | برنده   |
| ۳    | ۱۰   | سید محمود علوی          | استان تهران          |            | آری            |                     |              | √           | √            | ۱٬۷۰۶٬۸۵۵       | برنده   |
| ۴    | ۱۱   | نصرالله شاه‌آبادی        | استان تهران          |            | نه             |                     |              | √           |              | ۱٬۴۴۵٬۱۴۲       | برنده   |
| ۵    | ۱۲   | محمدعلی تسخیری          | استان تهران          |            | نه             |                     |              | √           | √            | ۱٬۴۴۲٬۲۲۴       | برنده   |
| ۶    | ۱۳   | محسن اسماعیلی           | استان تهران          |            | نه             |                     |              | √           | √            | ۱٬۴۲۲٬۹۳۵       | برنده   |
| ۷    | ۱۴   | محمدحسن زالی            | استان تهران          |            | نه             |                     |              | √           | √            | ۱٬۳۵۴٬۷۵۶       | برنده   |
| ۸    | ۱۵   | هاشم بطحایی گلپایگانی   | استان تهران          |            | نه             |                     |              | √           | √            | ۱٬۳۲۴٬۳۴۴       | برنده   |
| ۹    | ۶    | محمدحسین احمدی شاهرودی  | استان خوزستان        |            | آری            |                     |              | √           | √            | ۴۴۸٬۸۲۵         | برنده   |
| ۱۰   | ۴    | سید محمد فقیه           | استان فارس           |            | نه             |                     |              | √           | √            | ۴۴۸٬۸۲۵         | برنده   |
| ۱۱   | ۲    | مجید تلخابی             | استان قزوین          |            | نه             |                     |              | √           | √            | ۲۰۹٬۷۳۹         | برنده   |
| ۱۲   | ۱    | فائق رستمی              | استان کردستان        |            | نه             |                     |              | √           | √            | ۱۴۲٬۹۵۶         | برنده   |
| ۱۳   | ۱    | امان نریمانی            | استان کرمانشاه       |            | نه             |                     |              | √           | √            | ۳۸۴٬۷۸۸         | برنده   |

### مشترک
اسامی راه یافتگان لیست امید که با لیست جامعتین مشترک بود، از این قرار است:
| ردیف | رتبه | نام                      | حوزهٔ انتخاباتی            | تشکل سیاسی | سابقهٔ نمایندگی | جامعه روحانیت مبارز | جامعه مدرسین | خبرگان مردم | یاران اعتدال | نتیجه شمارش آرا | راهیابی |
| ---- | ---- | ------------------------ | ------------------------- | ---------- | -------------- | ------------------- | ------------ | ----------- | ------------ | --------------- | ------- |
| ۱    | ۲    | علی ملکوتی               | استان آذربایجان شرقی      |            | نه             | √                   | √            | √           | √            | ۶۸۸٬۷۰۰         | برنده   |
| ۲    | ۳    | محمدتقی پورمحمدی         | استان آذربایجان شرقی      |            | آری            | √                   | √            | √           | √            | ۵۷۰٬۴۴۵         | برنده   |
| ۳    | ۵    | محمد فیضی                | استان آذربایجان شرقی      |            | آری            | √                   | √            | √           | √            | ۴۱۵٬۰۴۱         | برنده   |
| ۴    | ۱    | سید حسن عاملی            | استان اردبیل              |            | آری            | √                   | √            | √           | √            | ۳۸۲٬۸۵۴         | برنده   |
| ۵    | ۱    | سید یوسف طباطبایی‌نژاد    | استان اصفهان              |            | آری            | √                   | √            | √           | √            | ۱٬۱۴۱٬۵۶۴       | برنده   |
| ۶    | ۳    | مرتضی مقتدایی            | استان اصفهان              |            | آری            | √                   | √            | √           | √            | ۸۲۵٬۳۷۱         | برنده   |
| ۷    | ۲    | محسن کازرونی             | استان البرز               |            | آری            | √                   | √            | √           | √            | ۲۸۲٬۸۵۶         | برنده   |
| ۸    | ۱    | سید هاشم حسینی بوشهری    | استان بوشهر               |            | آری            | √                   | √            | √           | √            | ۳۷۴٬۱۳۷         | برنده   |
| ۹    | ۱    | اکبر هاشمی رفسنجانی      | استان تهران               |            | آری            | √                   |              | √           | √            | ۲٬۳۰۱٬۴۹۲       | برنده   |
| ۱۰   | ۲    | محمد امامی کاشانی        | استان تهران               |            | آری            | √                   | √            | √           | √            | ۲٬۲۸۶٬۴۸۳       | برنده   |
| ۱۱   | ۳    | حسن روحانی               | استان تهران               |            | آری            | √                   | √            | √           | √            | ۲٬۲۳۸٬۱۶۶       | برنده   |
| ۱۲   | ۴    | محسن قمی                 | استان تهران               |            | آری            | √                   | √            | √           | √            | ۲٬۲۲۹٬۷۵۹       | برنده   |
| ۱۳   | ۵    | محمدعلی موحدی کرمانی     | استان تهران               |            | آری            | √                   | √            | √           | √            | ۲٬۱۳۴٬۹۶۳       | برنده   |
| ۱۴   | ۶    | قربانعلی دری نجف‌آبادی    | استان تهران               |            | آری            | √                   | √            | √           | √            | ۲٬۰۵۶٬۴۲۷       | برنده   |
| ۱۵   | ۷    | سید ابوالفضل میرمحمدی    | استان تهران               |            | آری            | √                   | √            | √           | √            | ۱٬۹۶۲٬۹۴۴       | برنده   |
| ۱۶   | ۸    | محمد محمدی ری‌شهری        | استان تهران               |            | آری            | √                   | √            | √           | √            | ۱٬۹۵۲٬۵۶۳       | برنده   |
| ۱۷   | ۹    | ابراهیم امینی            | استان تهران               |            | آری            | √                   | √            | √           | √            | ۱٬۹۰۴٬۵۲۴       | برنده   |
| ۱۸   | ۲    | حسن عالمی                | استان خراسان رضوی         |            | نه             | √                   | √            | √           | √            | ۱٬۲۸۵٬۹۹۰       | برنده   |
| ۱۹   | ۴    | سید احمد حسینی           | استان خراسان رضوی         |            | نه             | √                   | √            | √           | √            | ۱٬۱۸۰٬۲۴۹       | برنده   |
| ۲۰   | ۶    | محمدهادی عبدخدایی        | استان خراسان رضوی         |            | آری            | √                   | √            | √           | √            | ۸۷۳٬۱۴۳         | برنده   |
| ۲۱   | ۱    | سید محمدعلی موسوی جزایری | استان خوزستان             |            | آری            | √                   | √            | √           | √            | ۷۸۴٬۰۰۴         | برنده   |
| ۲۲   | ۴    | سید علی شفیعی            | استان خوزستان             |            | آری            | √                   | √            | √           | √            | ۶۰۹٬۲۹۴         | برنده   |
| ۲۳   | ۱    | سید محمد شاهچراغی        | استان سمنان               |            | آری            | √                   | √            | √           | √            | ۲۲۴٬۲۱۵         | برنده   |
| ۲۴   | ۱    | علی احمد اسلامی          | استان سیستان و بلوچستان   |            | آری            | √                   | √            | √           | √            | ۷۳۲٬۲۸۹         | برنده   |
| ۲۵   | ۲    | عباسعلی سلیمانی          | استان سیستان و بلوچستان   |            | آری            | √                   | √            | √           | √            | ۴۱۷٬۸۶۷         | برنده   |
| ۲۶   | ۱    | سید علی‌اصغر دستغیب       | استان فارس                |            | آری            | √                   | √            | √           | √            | ۱٬۵۳۷٬۰۸۱       | برنده   |
| ۲۷   | ۲    | احمد بهشتی               | استان فارس                |            | آری            | √                   | √            | √           | √            | ۱٬۰۲۳٬۰۶۴       | برنده   |
| ۲۸   | ۱    | محمد مؤمن                | استان قم                  |            | آری            | √                   | √            | √           | √            | ۳۳۳٬۱۴۹         | برنده   |
| ۲۹   | ۲    | محمد بهرامی خوشکار       | استان کرمان               |            | آری            | √                   | √            | √           | √            | ۶۷۲٬۶۰۸         | برنده   |
| ۳۰   | ۲    | محمود محمدی عراقی        | استان کرمانشاه            |            | آری            | √                   | √            | √           | √            | ۲۷۰٬۹۰۴         | برنده   |
| ۳۱   | ۱    | سید شرف‌الدین ملک حسینی   | استان کهگیلویه و بویراحمد |            | آری            | √                   | √            | √           | √            | ۳۲۷٬۸۶۴         | برنده   |
| ۳۲   | ۱    | سید کاظم نورمفیدی        | استان گلستان              |            | آری            | √                   | √            | √           | √            | ۵۱۴٬۵۷۲         | برنده   |
| ۳۳   | ۲    | عبدالهادی مرتضوی شاهرودی | استان گلستان              |            | آری            | √                   | √            | √           | √            | ۳۹۴٬۹۲۰         | برنده   |
| ۳۴   | ۱    | سید علی حسینی اشکوری     | استان گیلان               |            | نه             | √                   |              | √           | √            | ۳۵۴٬۹۱۸         | برنده   |
| ۳۵   | ۲    | زین‌العابدین قربانی       | استان گیلان               |            | آری            | √                   | √            | √           | √            | ۳۳۱٬۲۸۳         | برنده   |
| ۳۶   | ۳    | رضا رمضانی               | استان گیلان               |            | آری            | √                   | √            | √           | √            | ۳۳۰٬۶۰۶         | برنده   |
| ۳۷   | ۱    | احمد مبلغی               | استان لرستان              |            | آری            | √                   |              | √           | √            | ۴۰۰٬۷۳۲         | برنده   |
| ۳۸   | ۲    | نورالله طبرسی            | استان مازندران            |            | آری            | √                   | √            | √           | √            | ۶۱۲٬۶۷۳         | برنده   |
| ۳۹   | ۴    | سید رحیم توکل            | استان مازندران            |            | نه             | √                   | √            | √           | √            | ۴۸۸٬۸۱۷         | برنده   |
| ۴۰   | ۲    | احمد محسنی گرکانی        | استان مرکزی               |            | آری            | √                   | √            | √           | √            | ۲۰۷٬۶۵۵         | برنده   |
| ۴۱   | ۲    | غیاث الدین طه محمدی      | استان همدان               |            | آری            | √                   | √            | √           | √            | ۳۱۹٬۶۵۶         | برنده   |
| ۴۲   | ۲    | ابوالقاسم وافی یزدی      | استان یزد                 |            | آری            | √                   | √            | √           | √            | ۳۲۸٬۲۰۶         | برنده   |

## جنجال و اعتراض‌ها
حضور نام چند نفر در این فهرست‌ها بحث‌ها و اعتراض‌هایی را در پی داشت. مهم‌ترین آن، قربانعلی دری نجف‌آبادی، وزیر پیشین اطلاعات و محمد ری‌شهری، حاکم شرع پیشین دادگاه‌های انقلاب، اولین وزیر اطلاعات جمهوری اسلامی و دادستان ویژه روحانیت پیشین در لیست خبرگان بود. این دو چهره ابتدا در لیستی به نام «خبرگان مردم» منتسب به اکبر هاشمی رفسنجانی، رئیس وقت مجمع تشخیص مصلحت نظام برای مجلس خبرگان رهبری مطرح شدند و سپس سید محمد خاتمی، رئیس‌جمهور پیشین ایران، این لیست را به همراه لیست اصلاح‌طلبان برای مجلس شورای اسلامی، لیست امید نامید.
پرستو فروهر، فرزند پروانه و داریوش فروهر از قربانیان قتل‌های زنجیره‌ای در ایران که همزمان با انتخابات هفتم اسفند در ایران و در فضای انتخاباتی داخل کشور حضور داشت گفت: «بسیار سنگین بود. اینکه جامعه‌ای از سر استیصال یا ترس به کسانی رأی بدهد که نماینده‌اش نیستند فرق می‌کند با وقتی‌که جوسازی می‌شود یا شعبده‌ای به راه می‌افتد که زیر نام امید، زیر نام مردم، زیر نام اصلاحات به کسانی قرار است رأی داده شود که همه می‌دانند دستور قتل دگراندیشان را در این جامعه صادر کرده‌اند؛ بدون اینکه هیچ تبری از گذشته‌شان جسته باشند یا حتی مشخص باشد که این ائتلاف عجیب‌وغریب که صرفاً توی اعداد خلاصه شده بود (۳۰ بعلاوه ۱۶) بر چه مبنای واقعی و چه برنامه‌ای سرهم‌بندی شده. اینجا است که آدم فکر می‌کند زد و بندهای سیاسی هستند که مبنای چنین عددنویسی‌هایی شده‌اند.» او افزود آن را به پای مردم نمی‌نویسد. فروهر همچنین از عدم واکنش به حذف ثبت نام کنندگان انتخابات انتقاد کرد.
مریم حسین‌زاده، همسر محمد مختاری قربانی قتل‌های زنجیره‌ای، گفت رأی‌دهندگان به دری نجف‌آبادی وزیر پیشین اطلاعات را سرزنش نمی‌کند و افزود «ممکن است من آینده نگری بکنم و بگویم که اتفاقات آنطور که رأی دهندگان انتظار داشتند پیش نخواهد رفت؛ ولی کسی که رأی می‌دهد انتظار این را دارد که وضعیتش بهتر شود، موقعیت اجتماعیش بهتر شود و آزادی‌های بیشتری دست بیابد.» سیما صاحبی، همسر محمدجعفر پوینده قربانی قتل‌های زنجیره‌ای، گفت دیدن نام دری نجف‌آبادی وزیر پیشین اطلاعات در فهرست امید به شدت برای او دردناک بود و هاشمی رفسنجانی را نیز به عنوان کسی که در دوران ریاست‌جمهوری او قتل‌های زنجیره‌ای در ایران صورت گرفته را زیر سؤال برد. منیره برادران، زندانی سیاسی دهه ۶۰ گفت «نه تنها از جنبه دادخواهی که از جنبه سیاسی هم موضوع برای من خیلی تأسف‌برانگیز بود. این کار عقب‌نشینی روی مطالبات و خواسته‌ها بود. مبنای لیست‌ها روی دولت و مخالفین دولت رفته بود، حتی واژه‌هایی مثل اصلاح‌گرایی هم حذف شده بود.» او افزود از مسئله خیلی مهمی به نام مسئولیت‌پذیری عقب‌نشینی شد. وقتی من نوعی می‌روم به اینها رأی می‌دهم، دیگر نمی‌توانم اصل مسئولیت‌پذیری و دادخواهی و اینکه کسی که جنایت علیه بشریت مرتکب شده باید پاسخگو باشد را مطرح کنم … وارد نوعی همدستی می‌شوم و دیگر نمی‌توانم ادعا کنم که پرونده دهه ۶۰ یا قتل‌های سیاسی باید حقیقتش روشن شود.
محمدعلی موحدی کرمانی، محمد امامی کاشانی، ابراهیم امینی، محسن قمی، قربانعلی دری نجف آبادی، محمد محمدی ری‌شهری و سید ابوالفضل میرمحمدی نفرات مشترکی بودند که نامشان در هر دو لیست اصلاح طلبان و اصولگرایان دیده می‌شد. لیست مورد حمایت اصلاح طلبان به سرلیستی اکبر هاشمی رفسنجانی و لیست مورد حمایت اصولگرایان به سرلیستی احمد جنتی دو جبهه اصلی انتخابات خبرگان تهران بودند.